# Ivanka
Ivanka je žensko osebno ime.

## Izvor imena
Ime Ivanka je ženska oblika imena Ivan.

## Pogostost imena
Po podatkih Statističnega urada Republike Slovenije je bilo na dan 31. decembra 2007 v Sloveniji število ženskih oseb z imenom Ivanka: 5.790. Med vsemi ženskimi imeni pa je ime Ivanka po pogostosti uporabe uvrščeno na 48. mesto.

## Osebni praznik
V koledarju je ime Ivanka skupaj z imenom Ivan.